# 興行収入上位のアニメーション映画一覧
興行収入上位のアニメーション映画一覧（こうぎょうしゅうにゅうじょういのアニメーションえいがいちらん）は、世界興行収入のランキングに基づく上位のアニメーション映画の一覧。

## 興行収入上位のアニメーション映画
背景が緑色の作品は、現在世界で上映中の作品である。
| 順位 | 題名                                          | 世界興行収入   | 年   | 制作国                                  | 出典              |
| ---- | --------------------------------------------- | -------------- | ---- | --------------------------------------- | ----------------- |
| 1    | ナタ 魔童の大暴れ                             | $2,123,757,964 | 2025 | 中華人民共和国の旗                      | [ # 1 ]           |
| 2    | インサイド・ヘッド2                           | $1,698,863,816 | 2024 | アメリカ合衆国の旗                      | [ # 2 ] [ # 3 ]   |
| 3    | ライオン・キング                              | $1,663,079,059 | 2019 | アメリカ合衆国の旗                      | [ # 4 ] [ # 5 ]   |
| 4    | アナと雪の女王2                               | $1,450,026,933 | 2019 | アメリカ合衆国の旗                      | [ # 6 ] [ # 7 ]   |
| 5    | ザ・スーパーマリオブラザーズ・ムービー        | $1,361,992,475 | 2023 | 日本の旗 · アメリカ合衆国の旗           | [ # 8 ]           |
| 6    | アナと雪の女王                                | $1,285,048,126 | 2013 | アメリカ合衆国の旗                      | [ # 9 ]           |
| 7    | インクレディブル・ファミリー                  | $1,242,805,359 | 2018 | アメリカ合衆国の旗                      | [ # 10 ]          |
| 8    | ミニオンズ                                    | $1,159,398,397 | 2015 | アメリカ合衆国の旗                      | [ # 11 ]          |
| 9    | トイ・ストーリー4                             | $1,073,394,593 | 2019 | アメリカ合衆国の旗                      | [ # 12 ]          |
| 10   | トイ・ストーリー3                             | $1,066,969,703 | 2010 | アメリカ合衆国の旗                      | [ # 13 ] [ # 14 ] |
| 11   | モアナと伝説の海2                             | $1,045,751,565 | 2017 | アメリカ合衆国の旗                      | [ # 15 ]          |
| 12   | 怪盗グルーのミニオン大脱走                    | $1,034,799,409 | 2017 | アメリカ合衆国の旗                      | [ # 15 ]          |
| 13   | ファインディング・ドリー                      | $1,028,570,889 | 2016 | アメリカ合衆国の旗                      | [ # 16 ]          |
| 14   | ズートピア                                    | $1,025,521,689 | 2016 | アメリカ合衆国の旗                      | [ # 17 ]          |
| 15   | 怪盗グルーのミニオン超変身                    | $970,946,614   | 2024 | アメリカ合衆国の旗                      | [ # 18 ] [ # 19 ] |
| 16   | 怪盗グルーのミニオン危機一発                  | $970,766,005   | 2013 | アメリカ合衆国の旗                      | [ # 20 ] [ # 21 ] |
| 17   | ライオン・キング                              | $968,511,805   | 1994 | アメリカ合衆国の旗                      | [ # 22 ] [ # 23 ] |
| 18   | ミニオンズ フィーバー                         | $939,628,210   | 2022 | アメリカ合衆国の旗                      | [ # 24 ]          |
| 19   | ファインディング・ニモ                        | $936,094,852   | 2003 | アメリカ合衆国の旗                      | [ # 25 ] [ # 26 ] |
| 20   | シュレック2                                   | $928,760,770   | 2004 | アメリカ合衆国の旗                      | [ # 27 ] [ # 28 ] |
| 21   | アイス・エイジ3/ティラノのおとしもの          | $886,686,817   | 2009 | アメリカ合衆国の旗                      | [ # 29 ] [ # 30 ] |
| 22   | アイス・エイジ4/パイレーツ大冒険              | $877,244,782   | 2012 | アメリカ合衆国の旗                      | [ # 31 ] [ # 32 ] |
| 23   | ペット                                        | $875,457,937   | 2016 | アメリカ合衆国の旗                      | [ # 33 ]          |
| 24   | インサイド・ヘッド                            | $857,611,174   | 2015 | アメリカ合衆国の旗                      | [ # 34 ]          |
| 25   | シュレック3                                   | $813,367,380   | 2007 | アメリカ合衆国の旗                      | [ # 35 ] [ # 36 ] |
| 26   | リメンバー・ミー                              | $807,082,196   | 2017 | アメリカ合衆国の旗                      | [ # 37 ]          |
| 27   | シュレック フォーエバー                       | $752,600,867   | 2010 | アメリカ合衆国の旗                      | [ # 38 ] [ # 39 ] |
| 28   | マダガスカル3                                 | $746,921,274   | 2012 | アメリカ合衆国の旗                      | [ # 40 ] [ # 41 ] |
| 29   | モンスターズ・ユニバーシティ                  | $743,559,607   | 2013 | アメリカ合衆国の旗                      | [ # 42 ] [ # 43 ] |
| 30   | ナタ～魔童降臨～                              | $742,718,496   | 2019 | 中華人民共和国の旗                      | [ # 44 ]          |
| 31   | カールじいさんの空飛ぶ家                      | $735,099,082   | 2009 | アメリカ合衆国の旗                      | [ # 45 ] [ # 46 ] |
| 32   | スパイダーマン:アクロス・ザ・スパイダーバース | $690,897,910   | 2023 | アメリカ合衆国の旗                      | [ # 47 ] [ # 48 ] |
| 33   | カンフー・パンダ2                             | $665,692,281   | 2011 | アメリカ合衆国の旗                      | [ # 49 ] [ # 50 ] |
| 34   | アイス・エイジ2                               | $660,998,756   | 2006 | アメリカ合衆国の旗                      | [ # 51 ] [ # 52 ] |
| 35   | ベイマックス                                  | $657,827,828   | 2014 | アメリカ合衆国の旗                      | [ # 53 ] [ # 54 ] |
| 36   | モアナと伝説の海                              | $643,331,111   | 2016 | アメリカ合衆国の旗                      | [ # 55 ]          |
| 37   | SING/シング                                   | $634,151,679   | 2016 | アメリカ合衆国の旗                      | [ # 56 ]          |
| 38   | カンフー・パンダ                              | $631,744,560   | 2008 | アメリカ合衆国の旗                      | [ # 57 ] [ # 58 ] |
| 39   | Mr.インクレディブル                           | $631,442,092   | 2004 | アメリカ合衆国の旗                      | [ # 59 ] [ # 60 ] |
| 40   | レミーのおいしいレストラン                    | $623,726,085   | 2007 | アメリカ合衆国の旗                      | [ # 61 ] [ # 62 ] |
| 41   | ヒックとドラゴン2                             | $621,537,519   | 2014 | アメリカ合衆国の旗                      | [ # 63 ] [ # 64 ] |
| 42   | マダガスカル2                                 | $603,900,354   | 2008 | アメリカ合衆国の旗                      | [ # 65 ] [ # 66 ] |
| 43   | 塔の上のラプンツェル                          | $592,461,732   | 2010 | アメリカ合衆国の旗                      | [ # 67 ] [ # 68 ] |
| 44   | クルードさんちのはじめての冒険                | $587,204,668   | 2013 | アメリカ合衆国の旗                      | [ # 69 ] [ # 70 ] |
| 45   | モンスターズ・インク                          | $579,707,738   | 2001 | アメリカ合衆国の旗                      | [ # 71 ] [ # 72 ] |
| 46   | カーズ2                                       | $559,852,396   | 2011 | アメリカ合衆国の旗                      | [ # 73 ] [ # 74 ] |
| 47   | 長ぐつをはいたネコ                            | $554,987,477   | 2011 | アメリカ合衆国の旗                      | [ # 75 ] [ # 76 ] |
| 48   | カンフー・パンダ4                             | $545,846,093   | 2024 | アメリカ合衆国の旗 · 中華人民共和国の旗 | [ # 77 ] [ # 78 ] |
| 49   | 怪盗グルーの月泥棒 3D                         | $543,113,985   | 2010 | アメリカ合衆国の旗                      | [ # 79 ] [ # 68 ] |
| 50   | マダガスカル                                  | $542,063,846   | 2005 | アメリカ合衆国の旗                      | [ # 80 ] [ # 60 ] |

### 2019年版ライオン・キングの扱い
2019年に公開されたリメイク版ライオン・キングをアニメーション映画に分類するかどうかについては意見が分かれている。『ライオン・キング』（2019年）を製作したディズニーは、オープニングの1ショット以外の全てがフォトリアリスティックなコンピューターアニメーションで作られているにも関わらず、この映画を「超実写」と銘打った。ザ・ナンバーズやRotten Tomatoesはリメイク版ライオン・キングをアニメーションとして扱わない一方、ハリウッド外国人映画記者協会、IMDb、Box Office Mojo、metacriticなどは、特定の基準に基づいてアニメーションと見なしている。

## アニメーション映画の最多興行収入の変遷
以下は、1937年以降のアニメーション映画の最多興行収入の変遷である。1937年以前の欧米各国のアニメーション映画の興行収入に関しては、不明瞭な点が多いため割愛する。バンビとライオン・キングは、再上映による興行収入を加算している。
| 題名                   | 年   | 興行収入       | 出典 |
| ---------------------- | ---- | -------------- | ---- |
| 白雪姫                 | 1937 | $66,596,803    |      |
| ピノキオ               | 1940 | $76,614,448    |      |
| バンビ                 | 1942 | $168,200,000   |      |
| バンビ                 | 1947 | $170,400,000   |      |
| バンビ                 | 1957 | $176,400,000   |      |
| バンビ                 | 1966 | $185,400,000   |      |
| バンビ                 | 1975 | $205,400,000   |      |
| バンビ                 | 1982 | $228,400,000   |      |
| バンビ                 | 1988 | $267,447,150   |      |
| 美女と野獣             | 1991 | $331,907,151   |      |
| アラジン               | 1992 | $504,050,219   |      |
| ライオン・キング       | 1994 | $763,455,561   |      |
| ライオン・キング       | 2002 | $783,841,776   |      |
| ファインディング・ニモ | 2003 | $871,014,978   |      |
| シュレック2            | 2004 | $928,760,770   |      |
| トイ・ストーリー3      | 2010 | $1,066,970,811 |      |
| アナと雪の女王         | 2013 | $1,280,802,282 |      |
| ライオン・キング       | 2019 | $1,663,075,401 |      |
| インサイド・ヘッド2    | 2024 | $1,667,354,541 |      |
| ナタ2～魔童鬧海～      | 2025 | $1,700,080,000 |      |

## 興行収入上位の手描きアニメーション映画
以下は、興行収入上位の手描きアニメーション映画の一覧である。上位50位までの42％は2000年以降に公開されている。
| 順位 | 題名                                             | 世界興行収入 | 年   | 出典      |
| ---- | ------------------------------------------------ | ------------ | ---- | --------- |
| 1    | ライオン・キング                                 | $968,511,805 | 1994 | [ # 22 ]  |
| 2    | ザ・シンプソンズ MOVIE                           | $536,414,293 | 2007 | [ # 81 ]  |
| 3    | 劇場版 鬼滅の刃 無限列車編                       | $507,127,293 | 2020 | [ # 82 ]  |
| 4    | アラジン                                         | $504,050,219 | 1992 | [ # 83 ]  |
| 5    | ターザン                                         | $448,191,819 | 1999 | [ # 84 ]  |
| 6    | 美女と野獣                                       | $424,967,620 | 1991 | [ # 85 ]  |
| 7    | 白雪姫                                           | $418,200,000 | 1937 | [ # 86 ]  |
| 8    | 千と千尋の神隠し                                 | $395,580,000 | 2001 | [ # 87 ]  |
| 9    | 君の名は。                                       | $382,238,181 | 2016 | [ # 88 ]  |
| 10   | ジャングル・ブック                               | $378,000,000 | 1967 | [ # 89 ]  |
| 11   | ポカホンタス                                     | $346,079,773 | 1995 | [ # 90 ]  |
| 12   | ノートルダムの鐘                                 | $325,338,851 | 1996 | [ # 91 ]  |
| 13   | スポンジ・ボブ 海のみんなが世界を救Woo!          | $325,186,032 | 2015 | [ # 92 ]  |
| 14   | すずめの戸締まり                                 | $324,432,115 | 2022 | [ # 93 ]  |
| 15   | ムーラン                                         | $304,320,254 | 1998 | [ # 94 ]  |
| 16   | 101匹わんちゃん                                  | $303,000,000 | 1961 | [ # 95 ]  |
| 17   | リロ・アンド・スティッチ                         | $273,144,151 | 2002 | [ # 96 ]  |
| 18   | プリンセスと魔法のキス                           | $270,997,378 | 2009 | [ # 97 ]  |
| 19   | バンビ                                           | $267,447,150 | 1942 |           |
| 20   | シンデレラ                                       | $263,591,415 | 1950 | [ # 98 ]  |
| 21   | THE FIRST SLAM DUNK                              | $263,132,547 | 2022 |           |
| 22   | ヘラクレス                                       | $252,712,101 | 1997 |           |
| 23   | ブラザー・ベア                                   | $250,397,798 | 2003 | [ # 99 ]  |
| 24   | ONE PIECE FILM RED                               | $246,570,000 | 2022 |           |
| 25   | ハウルの動く城                                   | $237,536,126 | 2004 | [ # 100 ] |
| 26   | リトル・マーメイド                               | $233,000,000 | 1989 |           |
| 27   | プリンス・オブ・エジプト                         | $218,613,188 | 1998 | [ # 101 ] |
| 28   | 崖の上のポニョ                                   | $205,162,666 | 2008 | [ # 102 ] |
| 29   | 劇場版 呪術廻戦 0                                | $196,436,179 | 2021 |           |
| 30   | 天気の子                                         | $193,091,764 | 2019 | [ # 103 ] |
| 31   | おしゃれキャット                                 | $191,000,000 | 1970 |           |
| 32   | わんわん物語                                     | $187,000,000 | 1955 |           |
| 33   | アトランティス 失われた帝国                      | $186,053,725 | 2001 | [ # 104 ] |
| 34   | 劇場版ポケットモンスター ミュウツーの逆襲        | $172,744,662 | 1998 | [ # 105 ] |
| 35   | もののけ姫                                       | $169,971,552 | 1997 | [ # 106 ] |
| 36   | ラマになった王様                                 | $169,662,207 | 2000 | [ # 107 ] |
| 37   | ビアンカの大冒険                                 | $169,000,000 | 1977 |           |
| 38   | ピノキオ                                         | $164,000,000 | 1940 | [ # 108 ] |
| 39   | 借りぐらしのアリエッティ                         | $149,480,483 | 2010 | [ # 109 ] |
| 40   | ホーム・オン・ザ・レンジ にぎやか農場を救え!     | $145,358,062 | 2004 | [ # 110 ] |
| 41   | ピーター・パン                                   | $145,000,000 | 1953 |           |
| 42   | スポンジ・ボブ/スクエアパンツ ザ・ムービー       | $142,051,255 | 2004 | [ # 111 ] |
| 43   | ラグラッツ・ムービー                             | $140,894,675 | 1998 |           |
| 44   | アナスタシア                                     | $139,804,348 | 1997 | [ # 112 ] |
| 45   | 風立ちぬ                                         | $136,454,220 | 2013 | [ # 113 ] |
| 46   | ジャングル・ブック2                              | $135,703,599 | 2003 | [ # 114 ] |
| 47   | 劇場版ポケットモンスター 幻のポケモン ルギア爆誕 | $133,949,270 | 1999 | [ # 115 ] |
| 48   | ドラゴンボール超 スーパーヒーロー                | $124,500,000 | 2022 |           |
| 49   | スピリット                                       | $122,563,539 | 2002 | [ # 116 ] |
| 50   | オリバー ニューヨーク子猫ものがたり              | $121,000,000 | 1988 | [ # 117 ] |